# Предшколска установа „Пчелица” Неготин
Предшколска установа „Пчелица” Неготин настала је спајањем већ постојећих „Дечјег забавишта” и Дечјег обданишта „Младост”. Нова дечја установа за свој дан оснивања узима 1. март 1961. године када је у оквиру Дечјег обданишта „Младост” почео рад целодневни боравак.

## Историјат
Почетак бриге о деци у Неготину датира још из 1919. године када је основана предшколска установа „Дечје забавиште”. Оснивач ове установе била је хуманитарна организација „Коло српских сестара”. које је радило у згради Основне школе, све до 1953. године, када је добило своју зграду коју је за ту намену изградило ”Коло српских сестара”.
Стамбена заједница у Неготину адаптирала је 1961. године зграду бивше Женске радничке школе и у њој основала другу предшколску установу под називом Дечје обданиште „Младост”. У то време „Дечје забавиште” имало је пет забавишних група полудневног боравка, непосредна припрема деце за полазак у школу, а Дечје обданиште „Младост” организовало је целодневни боравак за две васпитне групе усмерене на васпитно-образовни рад, исхрану и здравствену заштиту.
Нова дечја установа Дечји вртић „Пчелица” за свој дан оснивања узима 1. март 1961. године када је у оквиру Дечјег обданишта „Младост” почео рад целодневни боравак.

## Предшколска установа данас
Предшколска установа „Пчелица” једина је установа у граду која ради са децом предшколског узраста од 12 месеци до поласка у школу. На данашњој локацији налази се од 1971. године и чине је два објекта  укупне површине 4.700m².